# Bitva u Adrianopole (1205)
Bitva u Adrianopole se odehrála 14. dubna 1205 mezi bulharskými vojsky cara Kalojana a vojsky císaře Balduina I.

## Pozadí a průběh
Po vzniku Latinského císařství si jeho vládce Balduin Flanderský činil nároky na všechna území náležející dříve Byzanci. To vzbudilo silné obavy v Bulharsku, kde vládl car Kalojan. Ještě roku 1204 obsadila jeho vojska západní Makedonii a na jaře 1205 vpadla společně s Kumány do Thrákie. Zdejší pravoslavné obyvatelstvo je podpořilo řadou povstání proti latinům a dobrovolně se poddávalo Kalojanovi. Balduinovi křižáci, kteří se postavili na odpor, byli na hlavu poraženi u Adrianopole 14. dubna 1205. Císař padl do zajetí a následujícího roku v něm za záhadných okolností zahynul. Poté museli křižáci vyklidit Thrákii.